# バスク料理

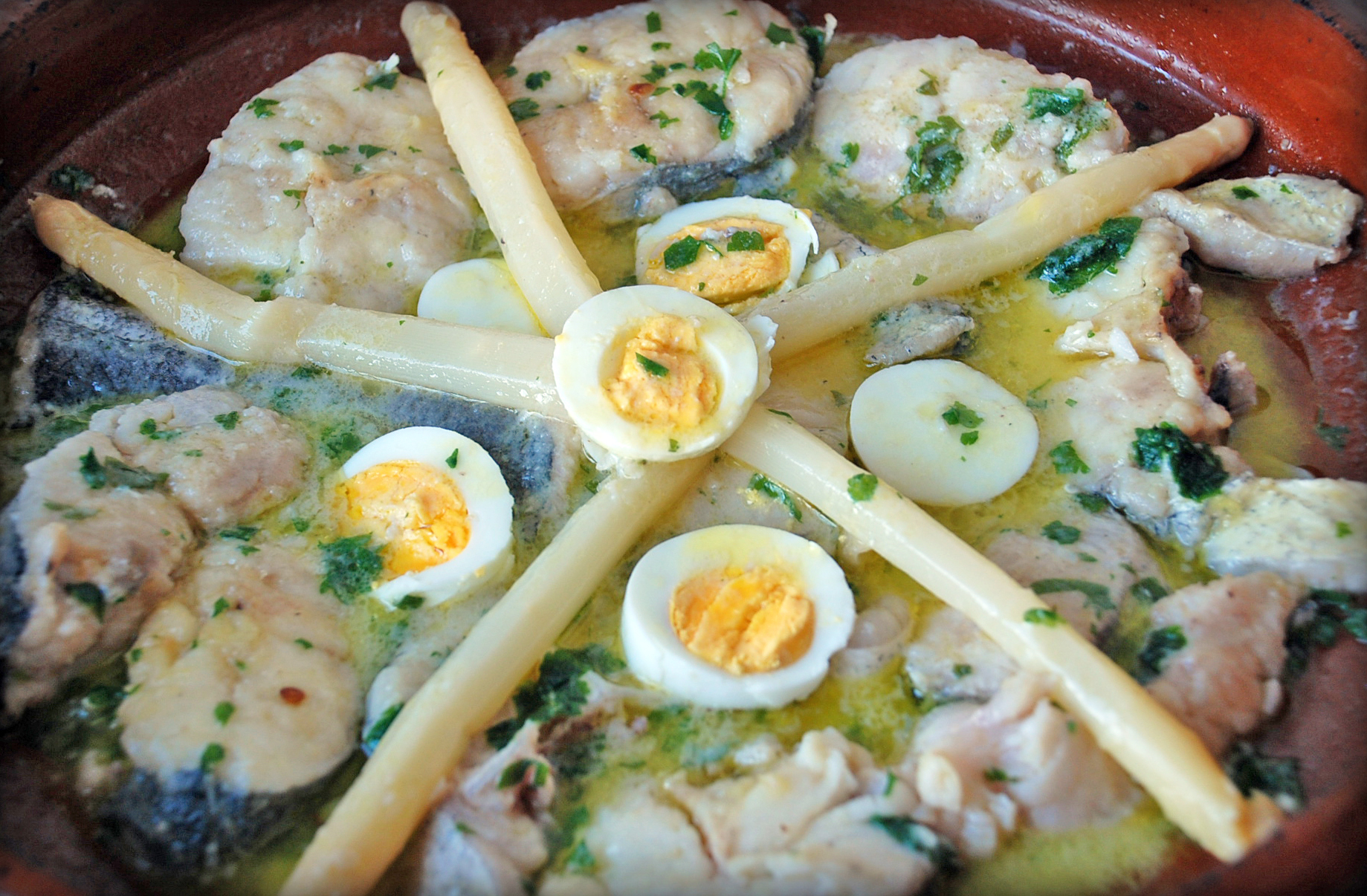
サルサ・ベルデを添えたタラ料理

バスク料理（バスクりょうり、バスク語:Euskal sukaldaritza）とは、スペインとフランスの間に居住するバスク人の間で作られ発展してきた料理である。
バスク料理には、肉と魚の炭火焼き、マルミタコ、子羊の煮込み料理、タラ料理、トロサの豆料理、レケイティオ産のパプリカ、サン・セバスティアンのピンチョス、イディアサバル産の羊乳のチーズ、チャコリ・ワイン、およびギプスコア県のシードルが含まれる。

## 概要
バスク料理は、海ともう一方の肥沃なエブロ谷からの豊富な産物の影響を受けている。バスク州の山がちな地形は、魚介類中心の沿岸料理と、肉や燻製肉、豊富な種類の野菜、豆、淡水魚、および塩タラが中心の内陸料理との違いを生み出している。フランスとスペインの影響も強く、国境の両側の料理の有名な違いには反対側ではめったに見られない南バスク産の発泡性ワインのチャコリや、北バスク産のガトー・バスク（Biskotx） やジャンボン・ド・バイヨンヌなど典型的なバスクの食料品も含まれる。
また、バスク人も新たな移民、貿易と探索から得た新しい食材や技術を素早く吸収した。スペインとポルトガルから追放されたユダヤ人はバスク地方に定住し、至るところにチョコレート産業、今日もバイヨンヌで名高い製菓産業、およびより幅広い菓子類とペストリーの伝統を興した。また、バスク人は新世界産のジャガイモとトウガラシを受け入れ、バスク料理に取り込んだ。後者はハム、ソーセージをはじめバスク料理で頻繁に使用される食材であり、バスク地方各地にはトウガラシ祭りが存在し、特にエスプレットとプエンテ・ラ・レイナのものが有名である。

### 食事の方法
バスクの料理と食材に加え、この地域には食事の準備と食事を分かち合う方法に関してユニークな特徴がある。

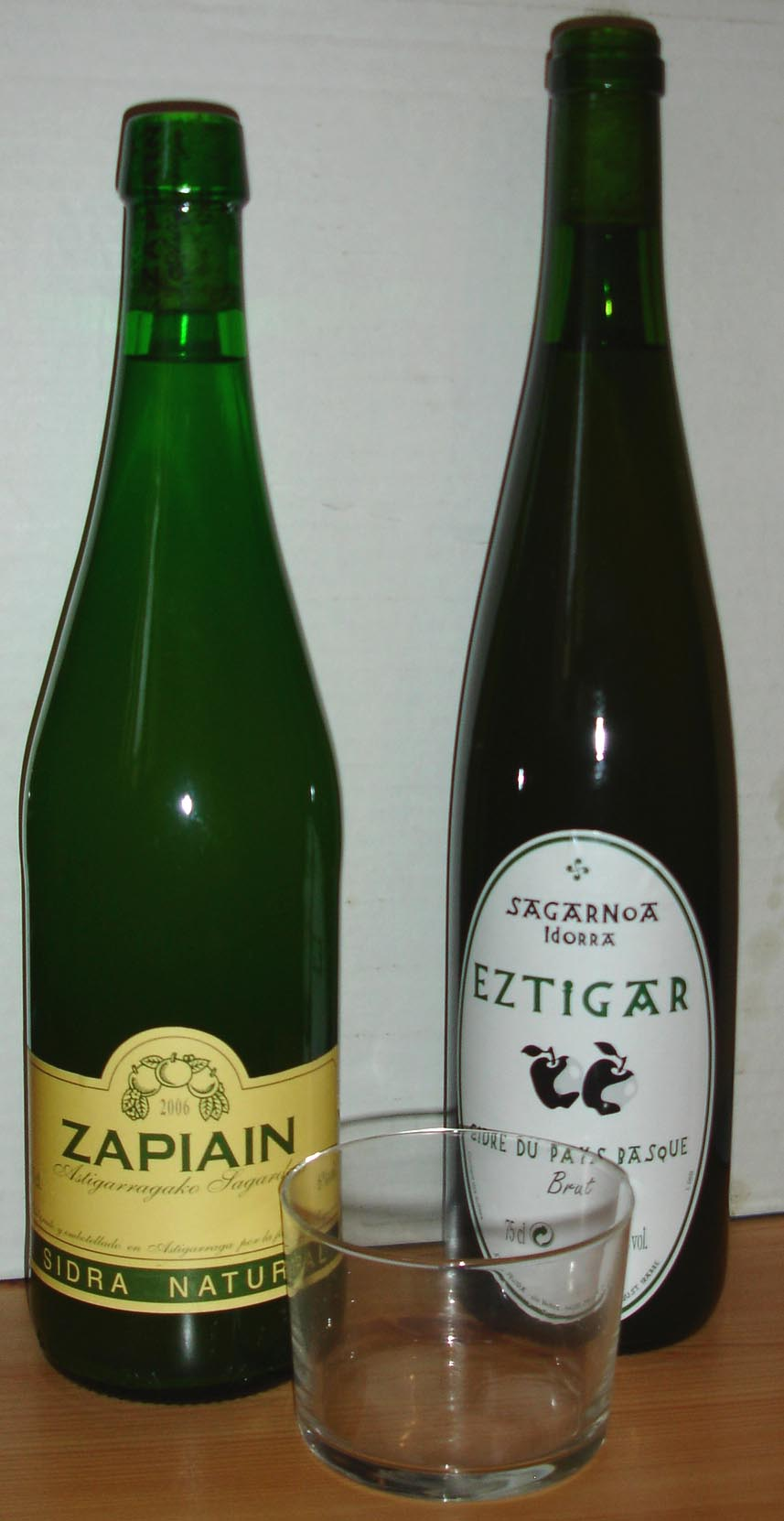
シードル

シードル・ハウス （Sagardotegiak）は、ドノスティアの周囲の丘陵地帯、特にアスティガラガ付近の名物である。これはふつう巨大なシードル（りんご酒）の樽を置いた、田舎風の大きなレストランである。ほとんどいつも塩タラのオムレツ、直火で焼かれたティーボーンステーキ、およびクルミとマルメロペーストを添えた雌羊の乳のチーズのような田舎風メニューが置いてあり、りんご酒を高い場所からまっすぐグラスに注いで供する。シードル・ハウスは年内のうち数カ月のみ開かれている。
チキテオ (txikiteo) とはバルのタパス（前菜）のはしごをすることで、スペイン中でみられる習慣であるものの、何百人もの人々が古い町の通りをクロケット、トルティージャ、スライスしてあぶったパン、または魚介類を専門とするバルからバルへと渡り歩くドノスティアのチキテオはその最たるものであるが、パンプローナやビルバオでも盛んである。
人が集まって一緒に料理と食事をする共同のチョコ（Txoko、「隅」の意）は食道楽の会で、伝統的に男性だけの組織である。史上初のチョコは1870年にドノスティアで組織され、大都会のチョコは大規模で厳格に組織されることが多いが、小さい町や郊外では、しばしば会場、食料や経費を友人たちで共有する小さな集まりとなる。バスク地方のこのユニークな習慣のおかげで、男たちは伝統的に恐れられる女家長（etxekoandreak）から離れて料理に参加し、ともに時間を過ごすことができるようになった。近年、いくつかのクラブでは女性も許容されるようになった。

## 新バスク料理

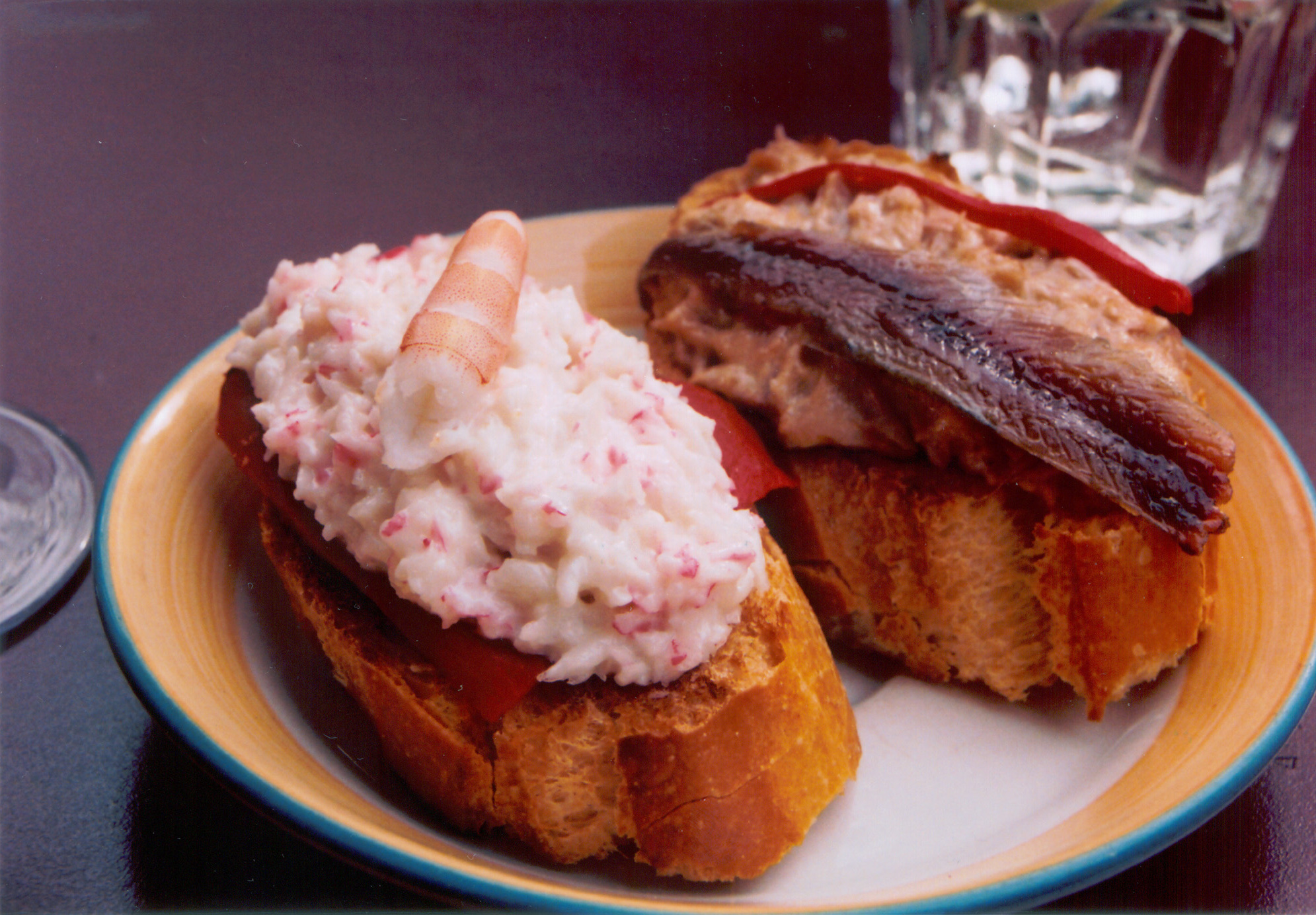
ピンチョス

1970年代から1980年代にバスク人シェフ達がフランス料理のヌーヴェル・キュイジーヌから影響を受けて創作したヌエバ・コシナ・バスカ（nueva cocina vasca）は、非常に斬新なかたちをとるものの内容的には確かにバスク料理であり、バスクの伝統料理や伝統の味わいに基づくもののより軽く、あか抜けている。ドノスティアのフアン・マリ・アルサック（Juan Mari Arzak）はヌエバ・コシナ・バスカを代表する最も有名な人物となり、スペイン初のギド・ミシュラン三つ星のうちの1つを得た。数年間のうちに、この潮流はスペインを席巻し同国の標準高級料理となった。バスク地方、とくにドノスティアのタパス・バルの多くは、新しい技術と食材を使った現代式「ピンチョス」を供している。さらに近年、ビルバオ・グッゲンハイム美術館内のものを含めていくつかのレストランをもつマルティン・ベラサテギ（Martín Berasategui）などの若いシェフによって、バスク料理に新しい勢いがもたらされている。

## 国際バスク料理

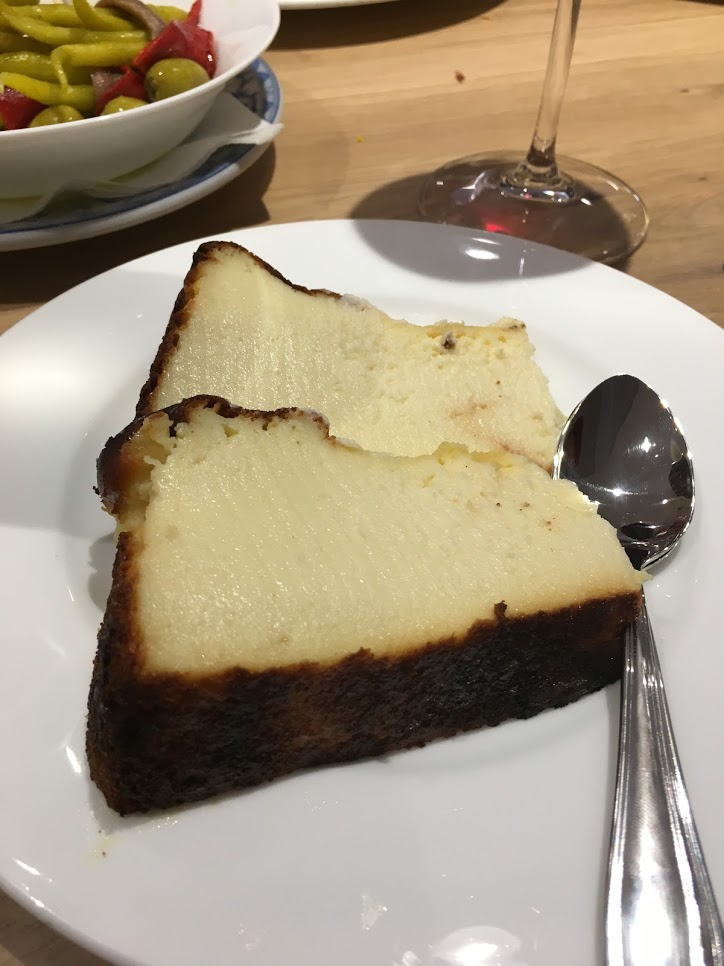
サン・セバスティアンのラ・ヴィーニャで饗されているバスクチーズケーキ

バスク料理は、国際的な料理に影響を与え続けており、特にスペインとフランスのバスク地方外で高く評価されている。カタルーニャ人シェフフェラン・アドリア（Ferran Adrià）はアルザックらバスク人シェフによってもたらされた技術に新たな高みをもたらした。カルロス・アルギニャーノ（Karlos Arguiñano）はテレビと本を通してスペインにバスク料理を流行させた。バスク人シェフのテレサ・バレネチェア（Teresa Barrenechea）はアメリカ合衆国でバスク料理レストラン「マリチュ」（"Marichu"）を開き、伝統的バスク料理を最初にアメリカにもたらしたうちの1人となった。レストラン経営のかたわら、バレネチェアは『バスクの食卓』（"The Basque Table"）および『スペインの郷土料理集』（"The Cuisines of Spain"）の2冊を書いた。また一方で、バスク風のタパス・バルはバルセロナとマドリードで一般化している。多くのバスク人が海外移住したブエノスアイレス、ボイシやベーカーズフィールドなどではいくつかのバスク料理レストランがあり、現地の料理へのバスク料理からの影響がみられる。